# 오보면
오보면(烏保面)은 경상북도 영덕군에 있던 면이다. 현재의 영덕읍 석리, 오보리를 포함하고 있었고, 1934년 영덕면 (현 영덕읍)과 강구면에 분할 편입되면서 폐지되었다.